# Monticello, Kentucky
Monticello är en stad (city) i Wayne County i den amerikanska delstaten Kentucky med en yta av 15,7 km² och en folkmängd, som uppgår till 5 981 invånare (2000). Monticello är administrativ huvudort (county seat) i Wayne County.

## Kända personer från Monticello
- James Chrisman, politiker
- Shelby Moore Cullom, politiker